# Stizocera daudini
Stizocera daudini là một loài bọ cánh cứng trong họ Cerambycidae.